# Condado de Howell
El condado de Howell (en inglés: Howell County), fundado en 1857, es uno de 114 condados del estado estadounidense de Misuri. En el año 2008, el condado tenía una población de 39,000 habitantes y una densidad poblacional de 16 personas por km². La sede del condado es West Plains. El condado recibe su nombre debido al pionero colonizador Josiah Howell.

## Geografía
Según la Oficina del Censo, el condado tiene un área total de 2404 km² (928,2 mi²), de la cual 2403 km² (927,8 mi²) es tierra y 1 km² (0,4 mi²) (0.06%) es agua.

### Condados adyacentes
- Condado de Texas (norte)
- Condado de Shannon (noreste)
- Condado de Oregón (este)
- Condado de Fulton, Arkansas (sur)
- Condado de Ozark (suroeste)
- Condado de Douglas (noroeste)

## Demografía
Según la Oficina del Censo en 2000, los ingresos medios por hogar en el condado eran de $31,761, y los ingresos medios por familia eran $38,047. Los hombres tenían unos ingresos medios de $22,960 frente a los $16,968 para las mujeres. La renta per cápita para el condado era de $17,184. Alrededor del 18.7% de la población estaban por debajo del umbral de pobreza.

## Transporte

### Carreteras principales
- U.S. Route 60
- U.S. Route 63
- U.S. Route 160
- Ruta 14
- Ruta 17
- Ruta 76
- Ruta 142

## Localidades
| - Brandsville - Caulfield - Hocomo | - Lanton - Moody - Mountain View | - Peace Valley - Pomona - Pottersville | - Siloam Springs - South Fork - West Plains | - Willow Springs |  |  |